# Сборная Швеции по биатлону
Сборная Швеции по биатлону — представляет Швецию на международных турнирах по биатлону.

## Чемпионаты мира
На первом чемпионате мира в 1958 году в официальную программу входила лишь индивидуальная гонка. Шведские биатлонисты в ней стали триумфаторами — Адольф Виклунд и Улле Гуннериуссон завоевали золотую и серебряную медали соответственно. Через год, Свен Агге стал бронзовым призёром в этой же дисциплине. На первых двух официальных эстафетах в 1966 и 1967 годах, шведы дважды стали третьими. Следующий успех пришёл лишь в 1974 году, Торстен Вадман выиграл бронзовую медаль в первом спринте чемпионата мира. Затем, 33 года шведские мужчины не поднимались на пьедестал почёта чемпионата мира.
В 1985 году, на втором женском чемпионате мира, Эва Корпела принесла первую медаль женской команде Швеции, она завоевала «бронзу» в индивидуальной гонке, а уже через год, стала победительницей в этом виде программы. В 1986 году, была завоёвана первая медаль в эстафете — серебро, в 1987 году успех был повторён, а в 1988 спортсменки выиграли бронзу. Следующего расцвета шведского биатлона пришлось ждать до второй половины 1990-х годов. Сильнейшая на тот момент биатлонистка мира Магдалена Форсберг, в период с 1996 по 2001 года выиграла шесть золотых, одну серебряную и пять бронзовых медалей чемпионатов мира, однако остальным представителям Швеции до таких высот было очень далеко.
Общий уровень шведского биатлона поднялся к середине 2000-х годов. Анна-Карин Улофссон-Зидек завоевала три личных медали на чемпионатах 2005 и 2007 годов. А шведская сборная при участии Улофссон, Хелены Юнссон, Бьорна Ферри и Карла-Юхана Бергмана завоевала золотую медаль в смешанной эстафете — первое золото в эстафете за всю историю Швеции и первую медаль мужской команды с 1974 года. Эти же спортсмены имеют высокие шансы показать хорошие результаты на чемпионате мира 2009.

### Таблица медалей
| Команда                     |    |   |    | Всего |
| --------------------------- | -- | - | -- | ----- |
| Швеция                      | 10 | 8 | 13 | 29    |
| Швеция (Мужчины)            | 1  | 1 | 4  | 9     |
| Швеция (Женщины)            | 8  | 6 | 9  | 22    |
| Швеция (Смешанная эстафета) | 1  | 1 | -  | 1     |

### Чемпионат мира 2009
Чемпионат мира прошёл в Южной Корее 13 по 23 февраля 2009 года. Швеция заявила по 5 спортсменов от женской и мужской команд. В каждой гонке может стартовать не более 4-х атлетов.
За несколько недель до чемпионата стал известен состав сборной.
Мужская сборная:
Женская сборная:
- Ханна Оберг
- Эльвира Оберг
- Мона Бруссон
- Стина Нильсон
- Элизабет Хёгберг